# 81P/Wild
81P/Wild ou Wild 2 est une comète périodique, découverte par l'astronome suisse Paul Wild en 1978. Elle a la particularité d'être l'une des rares comètes à avoir été approchée par une sonde spatiale à fins d'analyse. Elle a un diamètre d'environ 5 kilomètres.
Wild 2 a été étudiée le 2 janvier 2004 par la sonde spatiale Stardust, qui prit des photos et collecta des échantillons de sa queue pour les ramener sur Terre le 15 janvier 2006.
Au début du XXIe siècle, l'orbite de Wild 2 est elliptique et très excentrique. La comète avait avant 1974 une orbite plus circulaire et plus distante du Soleil. À cette date Wild 2 est passée à proximité de la planète Jupiter, dont l'attraction gravitationnelle a modifié son orbite et l'a rapprochée de l'intérieur du système solaire. Sa période orbitale est alors passée de 40 ans à environ 6,4 ans, et son périhélie est maintenant d'environ une unité astronomique.

Approche de 81P/Wild par Stardust
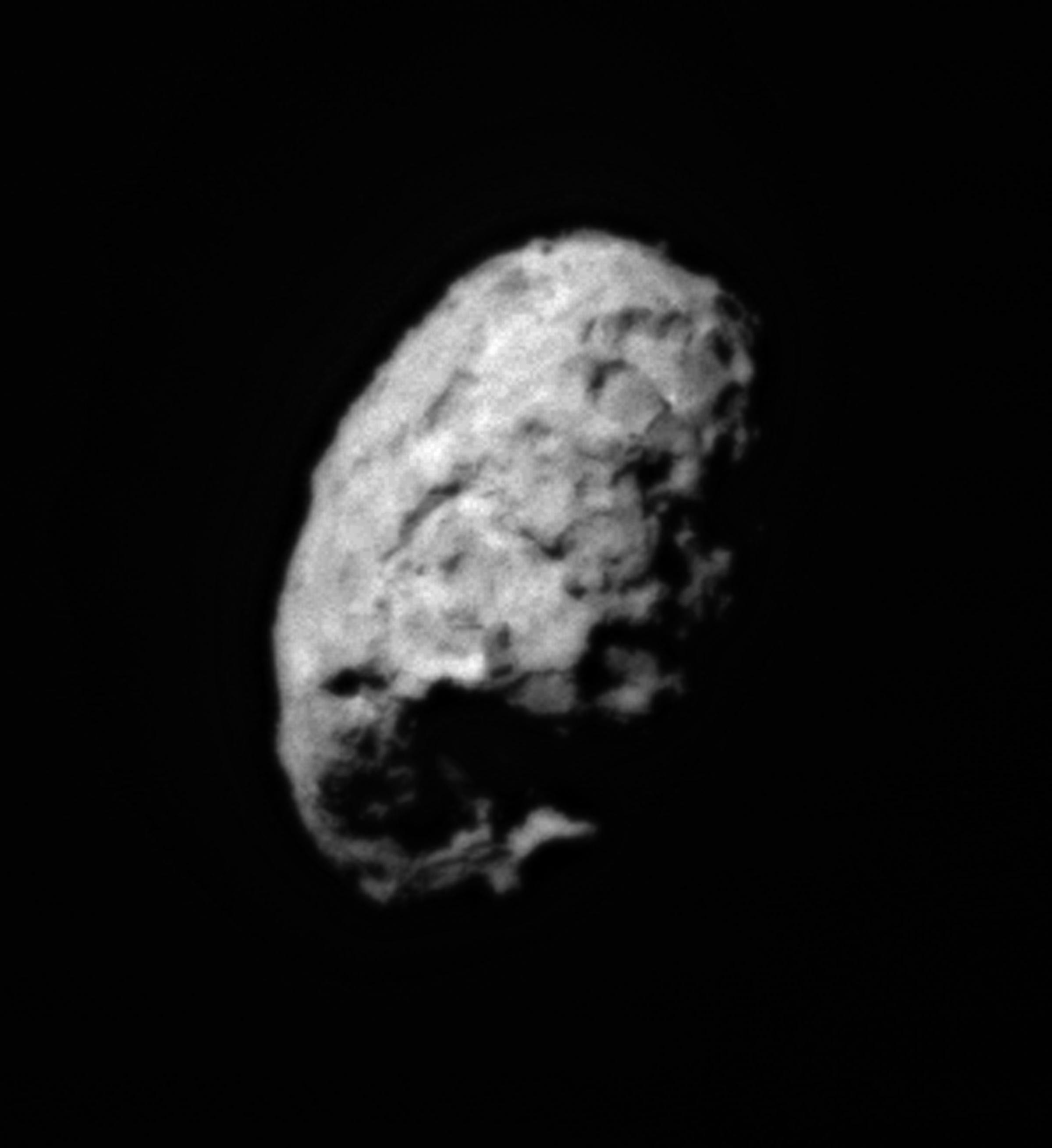
La comète Wild 2 à l'approche
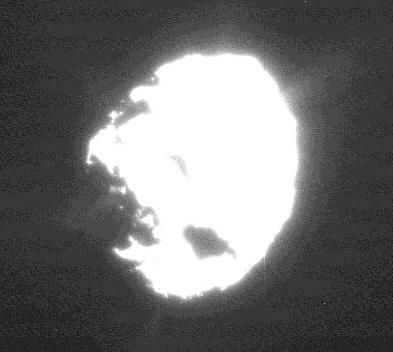
Les jets de la comète : Crédit NASA / JPL-Caltech